# Gerald Abraham
Gerald Abraham (Newport, 9 marzo 1904 – 18 marzo 1988) è stato un musicologo britannico.
Insegnante all'Università di Liverpool, redattore della New History of Music e direttore di The Monthly Musical Record. Si dedicò soprattutto allo studio della musica russa.